# Viallia
Viallia es un género de escarabajos de la familia Leiodidae.

## Especies
Se reconocen las siguientes:
- Viallia alfanoi
- Viallia cappai
- Viallia grottoloi
- Viallia mismae